# Attityd
För Göteborgs-Postens Attityd-sidor, se Göteborgs-Posten#Delar och bilagor. För ett flygplans orientering, se Attityd (flygplan).
Attityd avser inom psykologi en persons medvetna eller omedvetna, öppet visade eller dolda, kognitiva eller emotionella, inställning till något. Till skillnad från exempelvis personlighet antas attityder vanligen i mycket stor utsträckning vara produkter av inlärning eller bygga på tidigare erfarenheter, vilket också gör dem mer öppna för förändring.
Fördomar är en typ av attityder där personen övertagit färdiga åsikter och inställningar om en viss sak, företeelse, folkgrupp eller person. Dessa åsikter är ofta starkt negativt färgade, men även onyanserat positiva fördomar förekommer.  